# Фрики

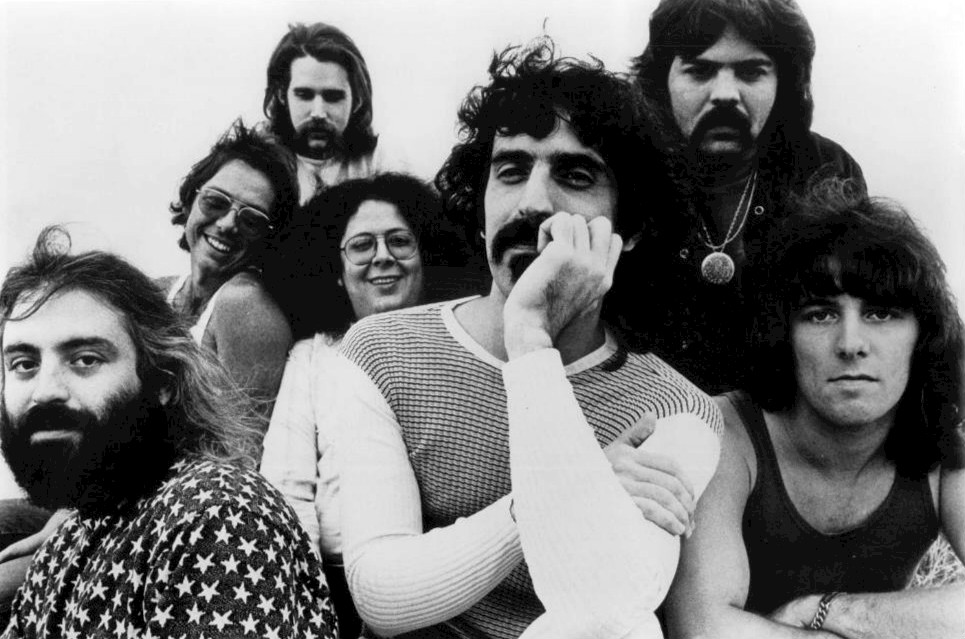
Фрэнк Заппа и The Mothers of Invention, 1971 год.

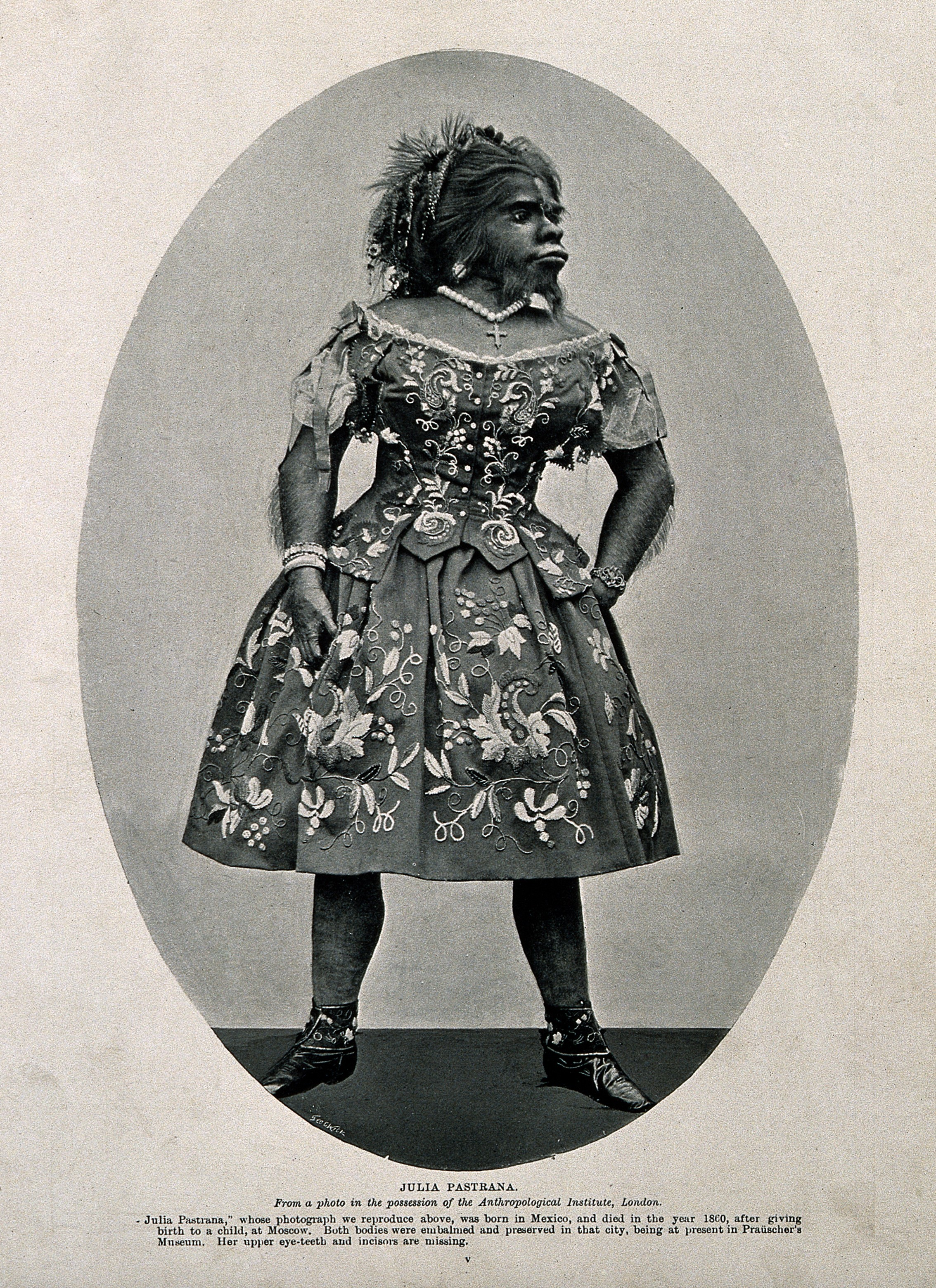

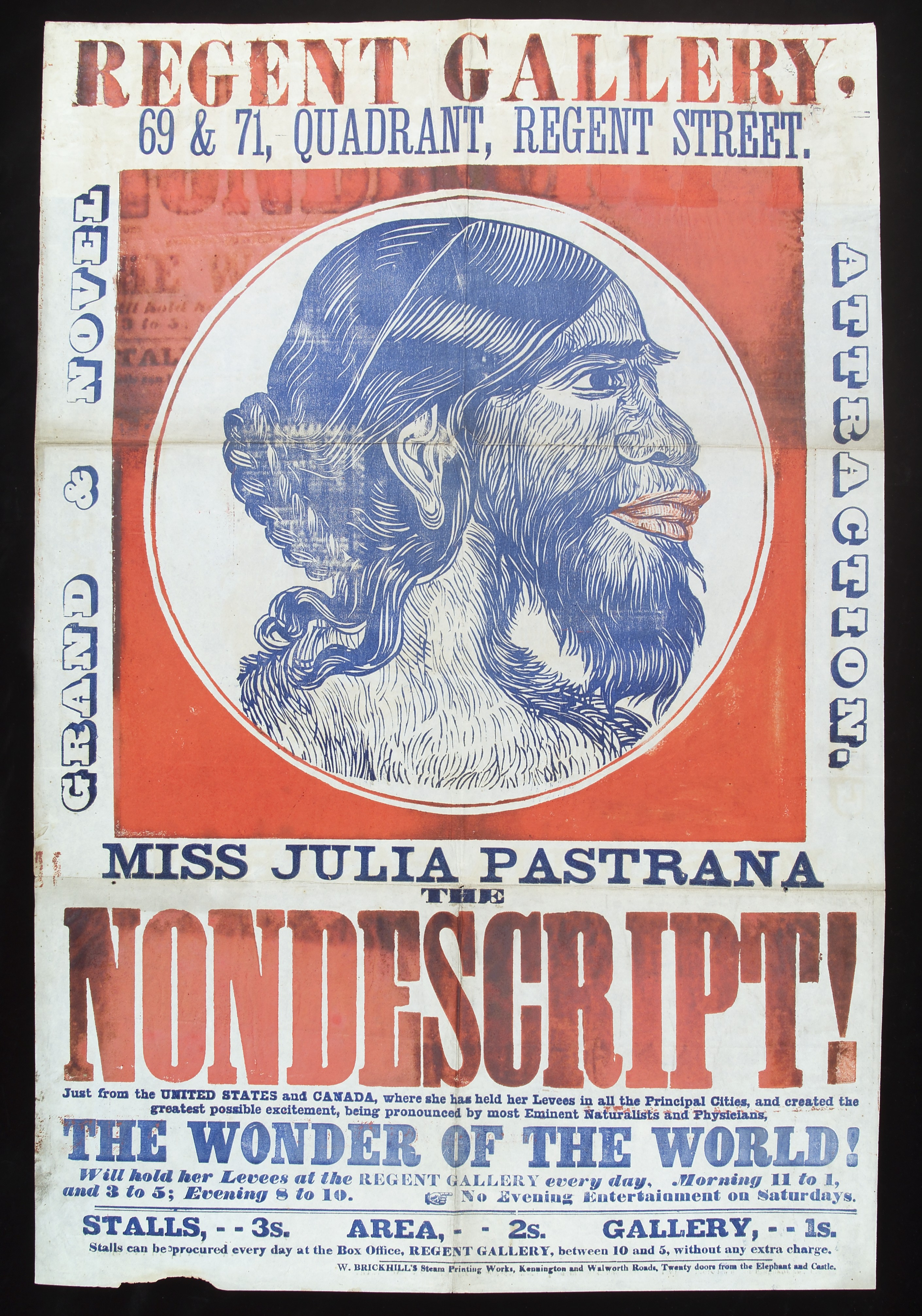
Хулия Пастрана, XIX век.

Фрик (англ. Freak — ненормальный, также человек сильно помешанный на чём-либо) в современном понимании — человек, отличающийся ярким, необычным, экстравагантным внешним видом и/или обладающий вызывающим поведением, а также неординарным мировоззрением в результате отказа от социальных стереотипов. Фрики чётко выделяются в отдельную субкультуру.

## История
Изначально слово «фрик» часто относилось к физически неполноценным, имеющим редкие экзотические заболевания или отличающимся необычным внешним видом людям, то есть к паранормальным уродам. Часто их показывали в бродячих цирках как участников «шоу уродцев» (англ. freak show — шоу уродцев): бородатая женщина, татуированный человек, великаны, карлики, люди с необычным телом и т. п. (см. фильм «Уродцы» Тода Браунинга).
В этом смысле «фриком» можно назвать того, кто не подпадает под типовые стандарты отклонений. К примеру, человек небольшого роста не будет классифицироваться как «фрик», если только его рост не ниже — 3 SDS (коэффициент стандартного отклонения); то же правило действует и для людей очень высокого роста. Такие «фрики» могут быть разделены на две группы: люди, родившиеся «фриками», и люди, ставшие «фриками» в процессе своего развития. Причиной появления «фриков» первой группы чаще всего являются генетические отклонения, в то же время «фриком» из второй группы является обычный человек, у которого, по его собственной воле или в силу стечения обстоятельств, произошли изменения во внешнем виде — вживление имплантатов и т. п.
По-прежнему, слово «фрик» часто используют для определения генетических мутаций у растений или животных.
В английском языке слово «фрик» также употребляется в качестве прилагательного, например, для описания приступов паники или неконтролируемого поведения вследствие употребления некоторых видов наркотических веществ (freaking, freaking out) или в качестве замены одного нецензурного слова другим (Oh my freaking God!).
«Фрик» (Freak), помимо прочего, является и фамилией, французского или шотландского, возможно ирландского происхождения. Одним из её носителей был Риис Фрик (Reece Freak), известный промышленник и филантроп из Аделаиды, Южная Австралия. Также существует созвучный вариант этой фамилии и с немецкими корнями — Frick. Фамилия была образована от немецкого (германского) имени Фридрих.
Ранее существовало множество теорий относительно природных отклонений, не имеющих под собой реального научного объяснения. Одним из распространённых в 19 веке суеверий было убеждение, что напугавшее беременную женщину животное или человек могут передать плоду те или иные свои качества или свойства (широко распространённая теория относительно врождённых черт характера, имеет, по сути, ту же основу).
С античных времён в некоторых религиях рождение ребёнка с отклонениями от общепринятых норм связывалось с астрологией. Жители Галиции полагают, что результатом последних солнечных затмений явилось возросшее количество детей с различными мутациями. В восточных религиях существует убеждение, что на возникновение отклонений влияет карма. Согласно другим вероучениям, причиной является воля Бога.

## Современное значение
Современное значение появилось у слова в 60-е годы, в контексте возникновения так называемой «фрик-субкультуры», «фрик-сцены» (англ. freak scene), объединившей политизированных пост-хиппи-пацифистов и далёких от политики любителей рок-н-ролла и психоделической музыки. В этом смысле слово «фрик» может быть использовано и как оскорбление, и как похвала, в том числе и по отношению говорящего к самому себе.
Также оно означает сильную привязанность, одержимость каким-либо определённым видом деятельности, например: «Он фанат чистоты» («He’s such a neat-freak», англ.) или «Ты одержим пением» («You’re a singing freak», англ.). Помимо этого, «фриком» (freaky, англ., прилагательное, или freak, англ., существительное) могут называть человека, имевшего большое количество половых связей. В порнографии «фриками» называют особенно одержимых сексом индивидуумов, а также тех, для кого секс является смыслом всей жизни.

## Разновидности фриков

### Фрэнк Заппа и субкультура фриков
В 1960-е годы, особенно во времена расцвета субкультуры хиппи на Западном побережье, многие подростки и молодые люди в США, разочарованные суровыми реалиями послевоенной жизни, стали называть себя, не без помощи контркультуральных и новых левых движений, «фриками». Американский музыкант и композитор Фрэнк Заппа и его рок-группа The Mothers of Invention стали центральными фигурами музыкальной фрик-сцены, как в Лос-Анджелесе и Сан-Франциско, так и в Нью-Йорке, где с 1967 года группа играла на сцене Garrick Theatre.
«На персональном уровне, — писал Заппа, — процесс превращения во фрика — это процесс, при котором индивид отбрасывает устаревшие и сдерживающие способы мыслить, одеваться и вести себя для того, чтобы выразить ТВОРЧЕСКИ своё отношение к окружающей его среде и к социальной системе в целом».
Фрики, по мнению Заппы, были далеки от противопоставления правых и левых, доминирующей культуры и контркультуры, консерваторов и хиппи, предпочитая эстетику, свободную от моды или политических догм. Это позволило Заппе и The Mothers of Invention расширить понятие «фрик», до этого употреблявшегося в контексте или являвшегося синонимом выражениям «ошибка природы» и «шоу уродцев». «Бородатые, грубые, грязные и лишённые всяческих приличий, они были… фриками. Это было их предназначением. Они были частью всё той же продолжавшейся целую вечность игры, epater le bourgeoisie (рус. эпатировать буржуазию), но на сей раз это были не дадаисты или экзистенциалисты или битники, это были фрики».
На концертах The Mothers of Invention зрители следовали его призыву «freak out!» (такое же название носил и первый альбом группы) и свободно выражали свои эмоции, при помощи танцев и криков, а участники группы, в свою очередь, поливали публику взбитыми сливками. Такое концертное поведение было взято на вооружение многими другими музыкальными коллективами, появившимися спустя десятилетия после группы Фрэнка Заппы.
Фрики с их ярой антисоциальной позицией стали предметом критики, звучащей не только от представителей традиционной культуры, но и из уст представителей других субкультурных течений, в том числе за их «теоретически грамотные, но в то же время тщетные попытки противостоять „лже-цивилизации“». Джон Леннон пел о том, как «фрики по телефону не дают мне покоя» (англ. Freaks on the phone won't leave me alone) и о том, что ему «надоели все эти агрессивные хиппи или как они там себя называют, новое поколение… претендующие на моё внимание, как будто я им что-то должен…». Боб Дилан также страдал от дилан-фриков, «пытающихся заставить его жить и вести себя так, как он должен жить и вести себя по их представлениям». В ответ на фразы о том, что он «должен отдавать себе отчёт в своих обязанностях как кумира миллионов — ты ведь ДИЛАН, парень, ты предмет поклонения для твоих фанатов, ты ДИЛАН, ДИЛАН, ДИЛАН», Дилан отвечал: «Не я Дилан, а ты».
«Freedom» — свобода с английского и схожее с ним слово «freak» — фрик. К субкультуре фриков также может быть отнесено и движение «Filthy Speech Movement», одним из лидеров которого был Джерри Рубин.

### «Искусственные фрики» (англ.Made freaks)
Слово «фрик» часто употребляется по отношению к людям, осознанно изменяющим собственную внешность при помощи различных приёмов. Это может быть как правдой, так и частью жизненного стиля, как мы видим на примере музыкантов Мэрилина Мэнсона или группы Murderdolls, реакцией на обезображивание тела в результате несчастного случая, попыткой остаться молодым или симптомом телесного дисморфофобического расстройства (дисморфофобия). Существует несколько разновидностей «искусственных фриков» (made freaks, англ.), они могут существовать как отдельно, так и вместе друг с другом: тату-фрики, пирсинг-фрики и т. п.

#### Татуировки
Произошедшие от полинезийского слова «тату» (или «татаи», рисунок) и возникшие на основе японской традиционной техники «ирезуми», татуировки стали чрезвычайно популярны среди моряков, а позже среди байкеров и всех остальных желающих иметь несмываемые рисованные изображения на своём теле. Современных «фриков» часто представляют с татуировками по всему телу.

#### Причёски в стиле «панк»
Разноцветные волосы, причёски-ирокезы, дреды по-прежнему ассоциируются с панками, несмотря на то, что возникли они задолго до появления в 70-х годах первых панк-коллективов. Так, в фильме 1961 г. «Повстанец» (The Rebel, в американском прокате Call Me Genius, «Называй меня гением») с Тони Хэнкоком (Tony Hancock) в главной роли можно увидеть парижских артистов с синими, зелёными или малиновыми волосами и в чёрных одеждах, пародирующих эпатажные выходки сюрреалистов. В журналах и газетах 1950-х годов можно увидеть тогдашнюю звезду рок-н-ролла Ви Вилли Харриса (Wee Willie Harris) с волосами розового цвета. В начале 60-х годов британский актёр Питер Селлерс (Peter Sellers) исполнил в одной из своих комедий песню «Мне так стыдно» (I’m So Ashamed) про рок-звезду, красившую «волосы в кричащий зелёный цвет».

#### Пирсинг
Пирсингу, существующему с античных времён, часто приписывали мистическое значение. В наши дни пирсинг является одним из способов украшения человеческого тела, частью молодёжной моды (в частности, пирсинг лица — ушей и губ, множественный пирсинг).

#### Косметическая хирургия
В результате косметических операций внешность человека может быть изменена самым радикальным образом.

### Научные фрики
В современном языке за представителями псевдонауки закрепилось название «фрики» или «научные фрики» (от англ. science freak)
. Но, момент с тем, имеют ли «научные фрики» отношение к определению данному в этой статье, остаётся спорным, ведь это представители псевдонауки, а не увлечённые сверх меры люди или те кто отличается своим неортодоксальным и неординарным мировоззрением.